# Святопокровська церква (Пархомівка)
Святопокровська церква — чинна мурована церква та комплекс споруд доби сецесії в селі Пархомівка, Білоцерківського району Київської області. Парафія Покрови Пресвятої Богородиці до Православної церкви України.

## Меценат Голубєв
Сучасне село Пархомівка розташоване за 105 кілометрів на південь від Києва.
Колись належало князям Вишневецьким. Наприкінці XVIII століття — Михайлові Чайковському. Ще до 1771 року тут була церква Покрови, яка завалилася від старості. На її місці 1820 року власник Пархомівки збудував нову. Наприкінці XIX століття землі перейшли до російського промисловця Віктора Голубєва. Той збагатився на будівництві залізниць та створенні металургійних і машинобудівних заводів. У його активі — будівництво Московсько-Курської, Орловсько-Вітебської, Балтійської, Уральської залізниць, заводів у Брянську (разом із промисловцем Петром Губоніним) і в сучасному місті Дніпрі (Дніпровський металургійний завод).
Голубєв помер у Римі в лютому 1903 року і за заповітом був перевезений до Пархомівки, де й похований. Він же заповів вибудувати в селі нову церкву. Останню волю батька реалізували нащадки — сини Віктор Вікторович і Лев Вікторович. Проєкт створив архітектор В. А. Покровський, орієнтуючись на зразки храмової архітектури Великого Новгорода. Але храм будували з сучасних матеріалів і з використанням рис російської сецесії.

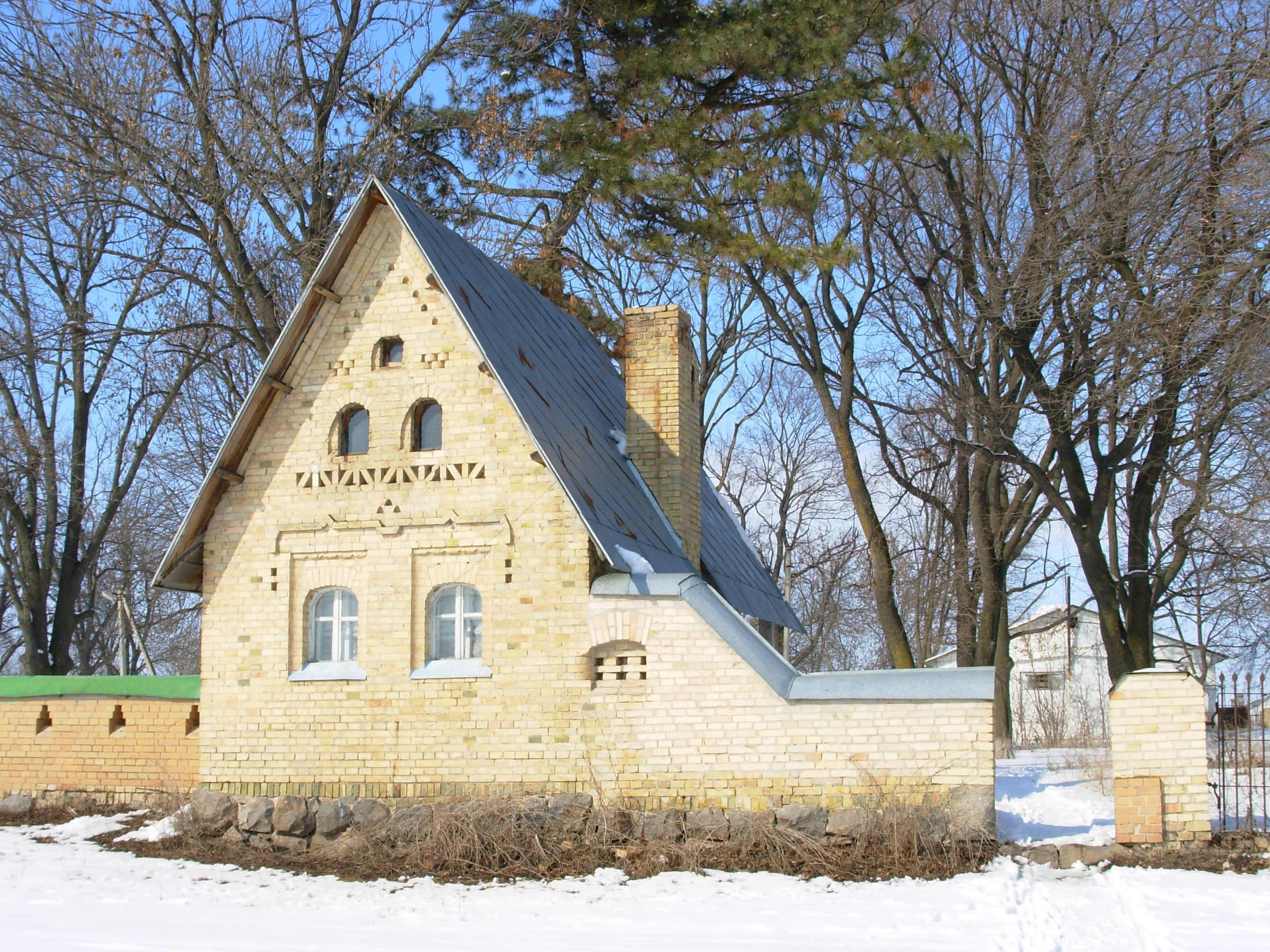
Церковна сторожка.
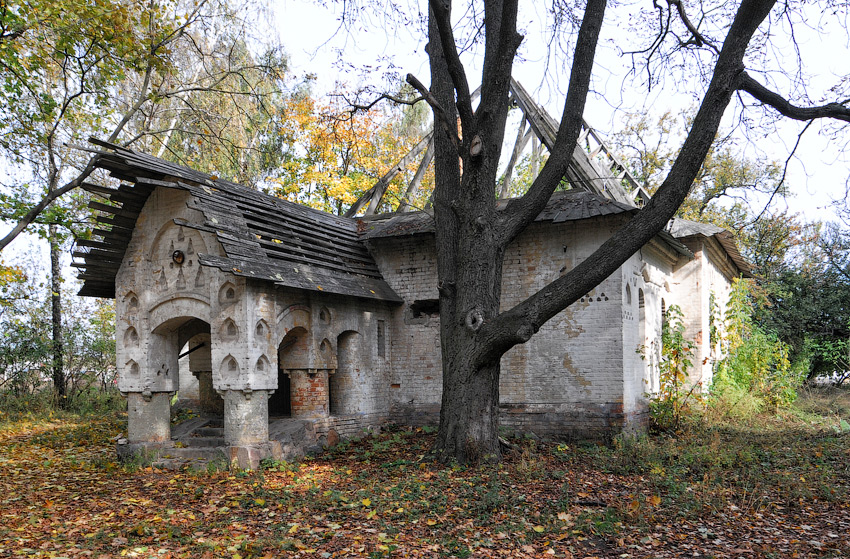
Колишній будинок священика
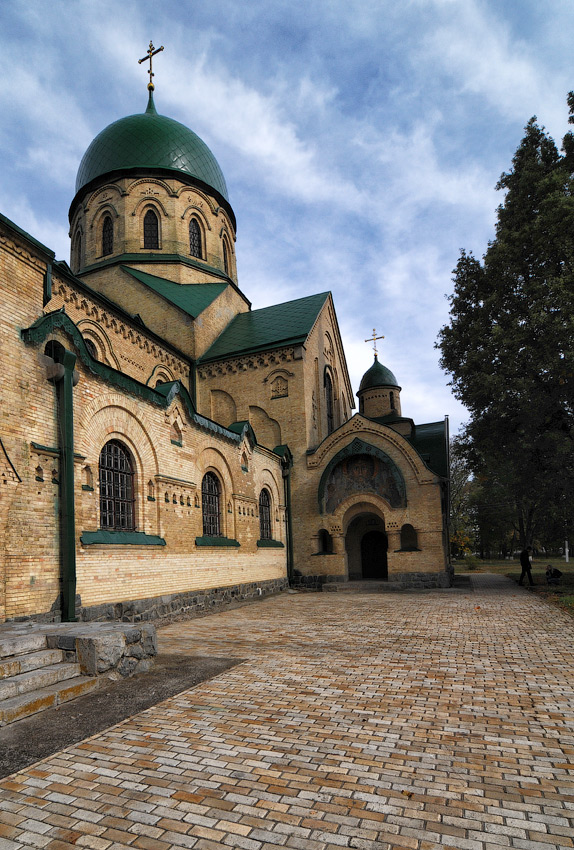
Каплиця Св. Виктора
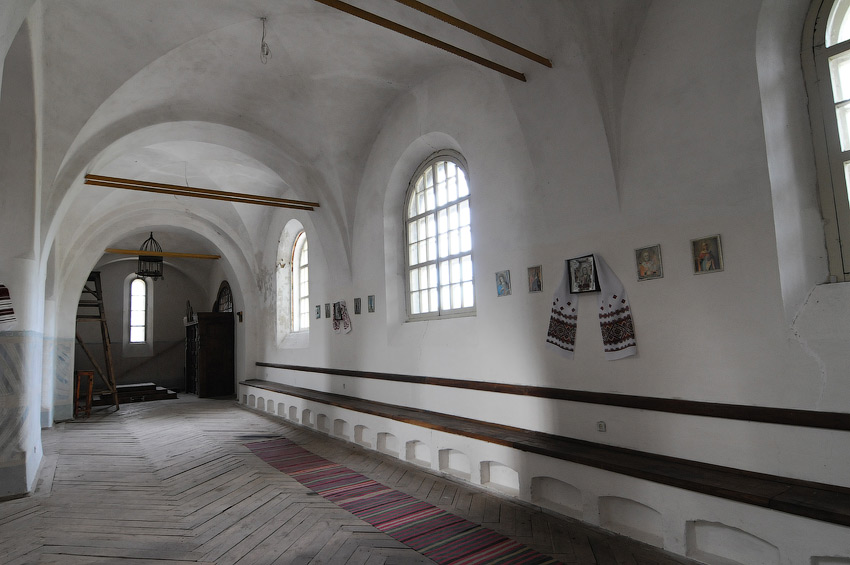
Бічна нава храму
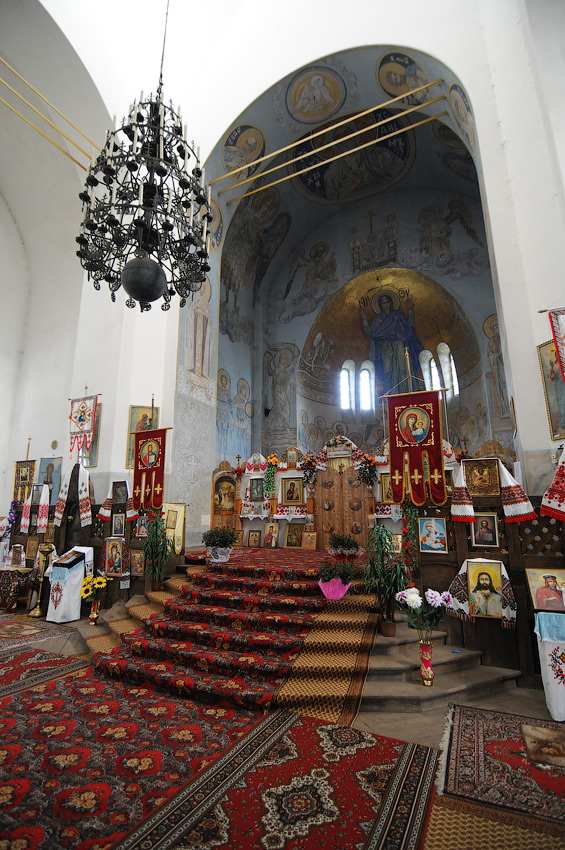
Вівтар церкви

## Комплекс церкви Покрови Пресвятої Богородиці
Голубєви вважали Пархомівку родинним маєтком, тому витратили значну кількість грошей на побудову не тільки церкви, а цілого комплексу сакральних та господарських споруд, куди увійшли — церква з дзвіницею, каплиця Св. Віктора, брама, паркан із цегли, наріжні вежі, сторожка, будинок для священника. Так був вибудований не окремий об'єкт, а цілісний ансамбль споруд у єдиному стилі.
Витративши значні кошти на побудову церкви, брати Віктор і Лев Голубєви підійшли досить вибагливо і до внутрішнього декору церкви. Цікаво, що вони погодилися з проєктами Миколи Реріха на створення наріжних мозаїк і їхньою стилізацією під умовну старовину, але рішуче відмовилися од його релігійного живопису. Бо не бажали неприємного модернізму столичної особи, не зрозумілого сільським вірянам, головним відвідувачам сільського ж храму, і небажаного їм також. У церкві залишені прості білені стіни. Оздоби створені лише у вівтарі, прикрашеному фігурою Богородиці в позі панагія, зразком для якої взято Богородицю «Непорушна стіна» Київської Софії.
Впливи сецесії особливо помітні у вибудованій асиметричній брамі та в цегляному паркані. Розлогий західний фасад церкви вінчає дзвіниця, що має пасок із храмоздатним написом під фігурними дахом. Над папертю — велика мозаїка «Покров Богородиці».
Церква з одною банею видовжена у напрямку схід-захід і прикрашена єдиною банею з шоломоподібним дахом. Мури споруди цегляні, непотиньковані, прикрашені вузькими вікнами та нішами з камнерізними рельєфами. Але підбанник (барабан) створено значно ширшим, ніж у відповідних зразках Великого Новгорода. Адже будували-відтворювали не точний археологічний зразок, а лише стилізацію під нього. Тому інтер'єр храму вийшов добре освітленим. Іконостас храму — невелика церковна загорожа, що дозволяє добре роздивитися мозаїку абсиди з фігурою Богородиці в позі панагія на золотавому тлі.
Каплиця Св. Віктора — самостійний архітектурний об'єкт із південного боку церкви, що сполучається з храмовою спорудою одним лише боком. Його фасад прикрашений мозаїкою «Спас», частково осипаною, що додало відносно молодому храму старовинності, часової відстані від 21 століття. Було проведено часткову реставрацію наприкінці 1980-х років, але мозаїки «Спас» не реставрували.

## Світлини

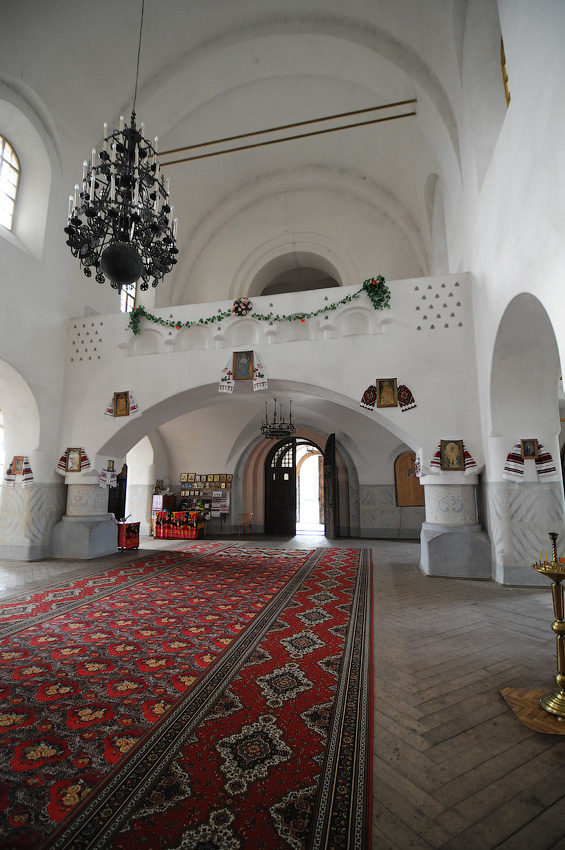
Хори Святопокровської церкви
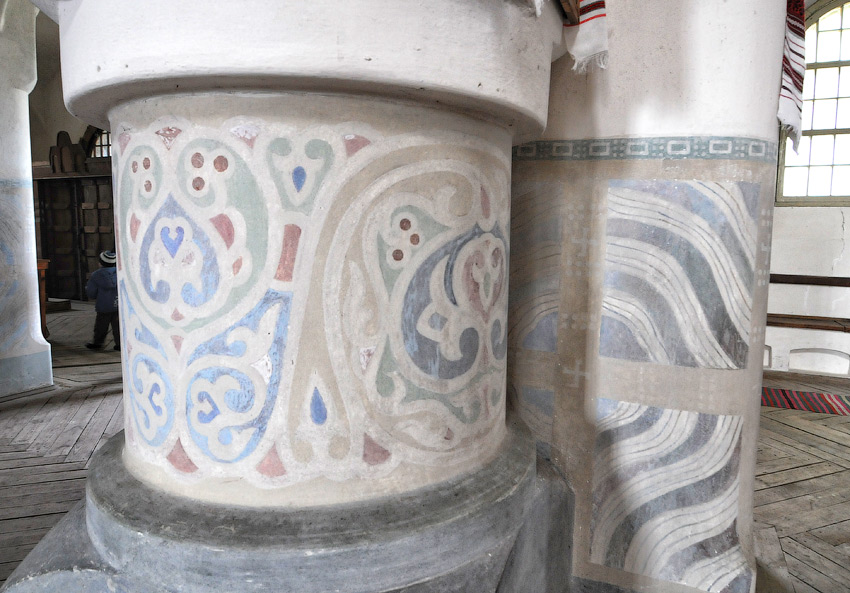
стінопис
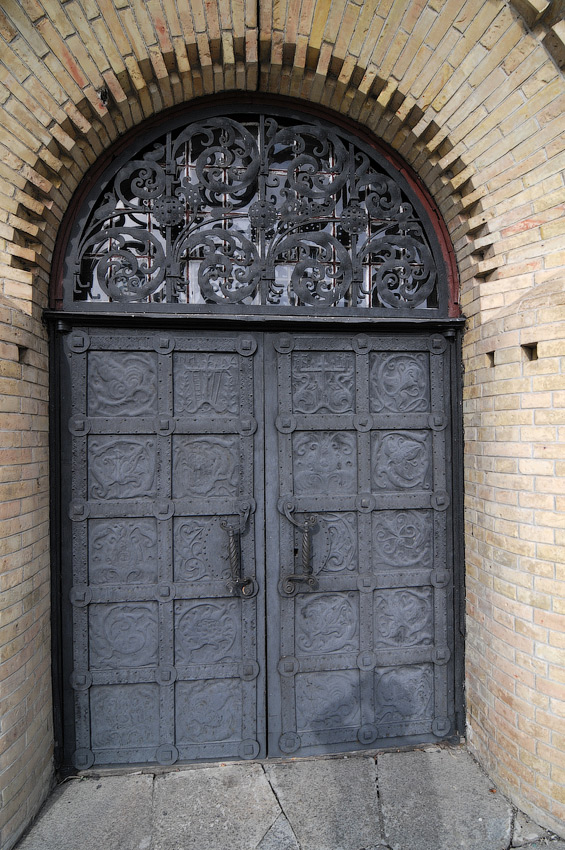
Брама
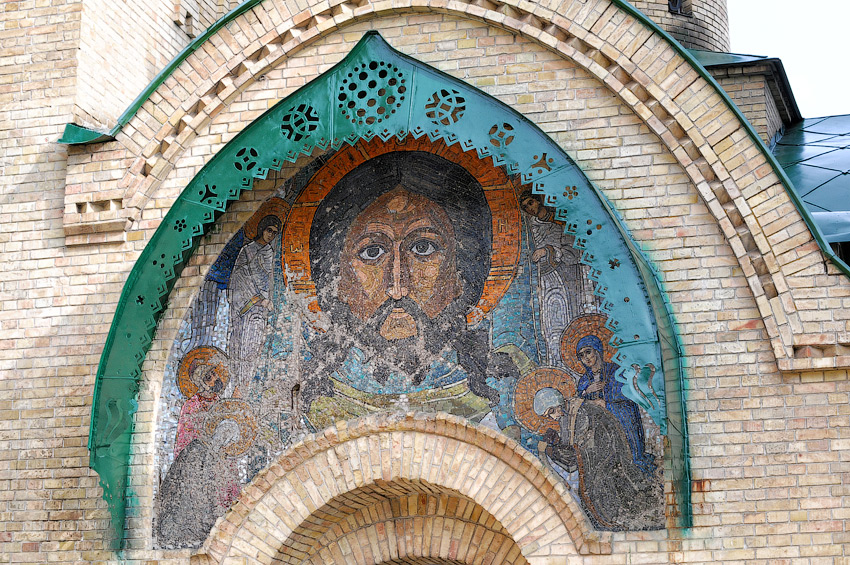
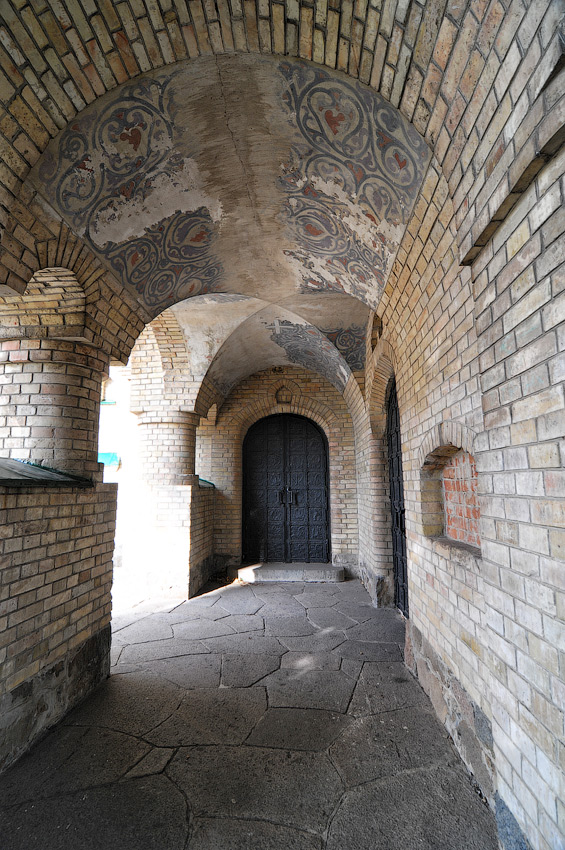